# Jaroslav Katriňák
Jaroslav Katriňák   (Martin, 25 d'abril de 1966) és un antic pilot d'enduro eslovac que va ser Campió del Món en categoria superior a 350 cc 4T el 1991. Després de participar durant uns anys en el Campionat del Món d'enduro, Katriňák provà sort en curses de llarg recorregut com ara el Ral·li Dakar, competició en què acabà el novè en la categoria de motocicletes el 2007.
L'estiu del 2008 guanyà el Ral·li Transorientale St. Petersburg - Beijing. Al desembre del mateix any es sotmeté amb èxit a un trasplantament de fetge i un cop recuperat del trasplantament, s'especialitzà en curses d'ATV i quads, integrat a l'equip Can-Am. El seu millor resultat fins ara en aquesta disciplina ha estat la victòria al Hunt-The-Wolf del 2010, una de les curses d'ATV més dures i tècniques d'Europa.